# Hans Strunden

Hans Strunden. (Foto von Ursula Hellmann)

Hans Strunden (6. April 1926 in Gelsenkirchen – 29. Juli 2008 in Essen) war ein deutscher Zahnarzt sowie Sachbuchautor mit dem Schwerpunkt Papageienvögel.

## Leben
Er machte am Adolf-Hitler-Gymnasium Gelsenkirchen Abitur. Schüler der Jahrgänge 1926 bis 1928 werden dort ab Februar 1943 zum Dienst als Luftwaffenhelfer verpflichtet. Teilweise wird der Unterricht – sofern er stattfindet – auch direkt in den Flak-Stellungen verlegt. Im Zweiten Weltkrieg war er bei den Gebirgsjägern. Nach Kriegsende studiert Strunden in Münster Zahnmedizin. Seine zahnärztliche Approbation erhielt er 1951/52. 1953 promoviert dort mit einer Arbeit Über die Fokaltestmethode mit Penicillin. Nach dem Studium ließ er sich in seiner Heimatstadt Gelsenkirchen als Zahnarzt nieder.
Seit seiner Schulzeit war er aktiver Rudersportler beim Ruderverein Gelsenkirchen 1920 e. V. (RVG) und von 1956 bis 1958 dessen Vorsitzender. Als Rudersportler und als alpiner Wintersportler nahm er an deutschen Jugendmeisterschaften mit zahlreichen Siegen teil.
Sein 1960 erschienenes humoristisches Sachbuch Zahnärzte sind auch Menschen wurde in den neunziger Jahren auszugsweise im Rheinischen Zahnärzteblatt nachgedruckt. Die Illustrationen stammten von Olaf Lübcke, der ebenfalls 1953 in Münster in Zahnmedizin promovierte.
1977 bereiste Strunden erstmals Indonesien, besonders um Papageien in ihren natürlichen Habitaten zu sehen. Er gewann dabei auch einen Eindruck von der Gefährdung der Arten. Es folgten weitere Reisen in die Heimatländer der Papageien.
Strundens seit Mitte der 80er Jahre erscheinenden Sachbücher und Artikel zu Papageien haben neben Reiseberichten und Artenschutz einen Schwerpunkt in der Geschichte der Papageienhaltung und Papageienkunde. Sie erschienen zunächst in der Gefiederte Welt. In dieser publizierte er etwa 1986 gemeinsam mit Thomas Arndt, dem ZGAP-Vorsitzenden Roland Wirth und zweiten ZGAP-Vorsitzenden Anton Sojer einen Artikel: Keine Chance für den Spixara?. Die Ausrottung der Art im Freiland war zu diesem Zeitpunkt zu erwarten, im Freiland existierten nur noch 3 Tiere. Später, in der 1988 gegründeten Zeitschrift Papageien, die zunächst im Horst Müller-Verlag, später im Arndt-Verlag erschien, publizierte er zwischen 1988 und 2003 61 Beiträge. Zeitweise war er als Lektor für die Fachzeitschrift Papageien tätig.
1998 folgte aus seinem Artenschutzengagement die Gründung der Strunden-Papageien-Stiftung (siehe unten). Strunden starb am 29. Juli 2008 im Alter von 82 Jahren nach langer schwerer Krankheit. Beiträge über Vogelmotive auf teils antiken Münzen publizierte er zwischen 2000 und 2004 für die Blätter des Naumann-Museum.

## Bücher
- Über die Fokaltestmethode mit Penicillin. o. O., 1953 (Münster, Diss. vom 5. November 1953)
- Zahnärzte sind auch Menschen. Quintessenz-Verlag 1960 (Zeichnungen: Olaf Lübcke), 127 Seiten
- Papageien einst und jetzt. Horst Müller Verlag, Bomlitz 1984, ISBN 978-3-923269-22-8
- Die Namen der Papageien und Sittiche. Horst Müller Verlag, Bomlitz 1986, ISBN 978-3-923269-21-1
- Kakadus und ihre Welt. Horst Müller Verlag, Bomlitz 1989, ISBN 978-3923269303
- Alexandersittiche Horst Müller Verlag, Bomlitz 1992, ISBN 978-3-923269-39-6